# Чувашская Менча
Чувашская Менча (тат. Чуаш Мәнҗесе. чув. Чăваш Менчи) — деревня в Нурлатском районе Татарстана. Входит в состав Ахметовского сельского поселения.

## География
Находится в южной части Татарстана на расстоянии приблизительно 1 км на север по прямой от районного центра города Нурлат.

## История
Основана в первой половине XVIII века, упоминалась также как Менча, Верхняя Менча, Степная Менча.

## Население
Постоянных жителей было в 1859—306, в 1897—568, в 1908—578, в 1920—731, в 1926—725, в 1938—446, в 1949—477, в 1958—413, в 1970—617, в 1979—575, в 1989—434, в 2002 году 421 (чуваши 98 %), в 2010 году 412.